# Stephen Street
Pour les articles homonymes, voir Street (homonymie).
Stephen Street, né le 29 mars 1960) à Londres, est un producteur britannique de musique.
Il se fait connaître en produisant les albums des Smiths dans les années 1980, en particulier Meat Is Murder, The Queen Is Dead, Strangeways, Here We Come.
Stephen Street a également produit New Order, Morrissey, The Sundays (dont la sensibilité est très proche de celle des Smiths, et également distribué par le label Rough Trade), dans une plus grande mesure Blur (ainsi que Sleeper qui orbitait autour de Blur et la majorité des albums solos du guitariste Graham Coxon) ou encore les premiers albums des Cranberries.
Il a également collaboré avec Lloyd Cole, Ordinary Boys et Babyshambles, et a participé à l'écriture du premier album de Morrissey, Viva Hate en 1987, puis de Bona Drag.
Fin 2010, il rentre en studio à Londres avec le trio de The Subways pour enregistrer leur troisième album Money and Celebrity (sorti en septembre 2011).
En octobre 2014, il enregistre le deuxième album du groupe Aline nommé La Vie électrique au ICP Studio de Bruxelles en Belgique. Il sort le 28 août 2015 en France. C’est la première fois que Stephen Street produit un groupe français.
En 2020, il produit le onzième album des Pretenders, Hate for sale.